# Johann Loserth
Johann Loserth (ur. 1 września 1846 w Fulneku, zm. 30 sierpnia 1936 w Grazu) – austriacki historyk reformacji.
Był synem właściciela sklepu z artykułami spożywczymi i miał zostać stolarzem. Jednak dzięki wsparciu krewnych i pilnemu pobieraniu prywatnej nauki wstąpił do gimnazjum. Po zakończeniu nauki gimnazjalnej studiował germanistykę i historię w Tybindze i Wiedniu. Uzyskał tytuł doktora w Tybindze (1871), a później także w Wiedniu (1874). Pracował jako nauczyciel w gimnazjum, ale też angażował się w życie naukowe na poziomie uniwersyteckim. W 1875 otrzymał nominację profesorską uniwersytetu w Czerniowcach, skąd w 1893 przeniósł się na uniwersytet w Grazu. Od 1917 roku przebywał na emeryturze.
Specjalizował się w historii reformacji na terenie Miśni, Karyntii, Styrii, Krainy i sąsiednich krajów, szczególnie ruchu husyckiego. Wydał fundamentalną pracę na temat historii protestantyzmu w Austrii: Reformation und Gegenreformation in den innerösterreichischen Ländern. Bazował między innymi na źródłach zebranych przez Josepha von Becka. Od 1896 był członkiem korespondentem Austriackiej Akademii Nauk, a od 1933 członkiem rzeczywistym. Jego bardziej znaną pracą była też książka Hus and Wiclif. Zur genesis der Husitischen lehre (wyd. 1884 – Hus i Wycliffe. Przyczynek do genezy doktryny husytów).